# Södra Roslags tingsrätt
Södra Roslags tingsrätt var en tingsrätt i Sverige med kansli i Stockholm. Tingsrättens domsaga omfattade vid upplösningen Danderyd, Lidingö, Täby, Vallentuna, Vaxholm och Österåkers kommuner. Tingsrätten och dess domsaga ingick i domkretsen för Svea hovrätt. 
Som tingshus användes Södra Roslags domsagas tingshus på Eriks Dahlbergsgatan uppförd 1951 efter ritningar av arkitekten Karl Karlström.
Tingsrätten och dess domsaga uppgick 2007 i Attunda tingsrätt och domsaga med en del av domsagan som uppgick i Stockholms tingsrätts domsaga.

## Administrativ historik
Vid tingsrättsreformen 1971 bildades denna tingsrätt i Stockholm av häradsrätten för Södra Roslags domsagas tingslag. Domkretsen bildades av delar av tingslaget och bestod 1971 av kommunerna Värmdö, Danderyd, Lidingö, Täby, Vaxholm och Österåker. 1977 överfördes Värmdö kommun från denna domsaga till den då nybildade Nacka domsaga, samtidigt som Vallentuna kommun tillfördes från Stockholms läns västra domsaga.
1 april 2007 upphörde Södra Roslags tingsrätt och domsaga. Lidingö kommun uppgick i Stockholms domsaga medan övriga delar uppgick i Attunda domsaga.

## Lagmän
- 1971-1973: Erik Alexanderson
- 1973-1986: Michael von Koch
- 1987-1988: Ulf Gad
- 1988-1998: Sven Leander
- 1998-2001: Carina Stävberg
- 2002-2007: Erik Ternert